# 2017 في كندا
فيما يلي قوائم الأحداث التي وقعت خلال عام 2017 في كندا.

## أحداث
- 9 يونيو – جائزة كندا الكبرى 2017
- 29 يناير – هجوم مسجد كيبيك 2017

## سياسة

### تعيين في المنصب
- 10 يناير – أحمد حسين وزير الهجرة واللاجئين والجنسية [الإنجليزية]‏.
- 10 يناير – كريستيا فريلاند وزير الشؤون الخارجية.

### انتهاء فترة المنصب
- 1 يناير – جون جيمس جرانت نائب حاكم نوفا سكوشا [الإنجليزية]‏.
- 10 يناير – ستيفان ديون وزير الشؤون الخارجية، عضو مجلس العموم الكندي.

## رياضة
- 8 سبتمبر – جائزة كيبيك الكبرى للدراجات 2017 الفائزون مايكل ماثيوز، بيتر ساجان، جريج فان أفرمت.
- 10 سبتمبر – جائزة مونتريال الكبرى للدراجات 2017 الفائزون توم جيلتا سلاتر، دييغو يليسي، خيسوس هييرادة.

## أفلام
من الأفلام التي صدرت هذه السنة في كندا:
- 12 مايو – فضائي: كوفينانت من إخراج ريدلي سكوت.
- 2 سبتمبر – ماودي من إخراج إيسلينغ والش.
- 3 أكتوبر – بليد رانر 2049 من إخراج دينيس فيلنوف.[1]
- 26 ديسمبر – ريزدنت إيفل: ذي فاينال شابتر من إخراج بول أندرسون.

## موسيقى

### أغاني
من الأغاني التي صدرت هذه السنة في كندا:
- 12 يناير – دسباسيتو من غناء جاستن بيبر.

## وفيات

### مارس
- 21 مارس – بيتي كينيدي (مواليد 1926) سياسية كندية.

### يونيو
- 14 يونيو – روب غونسالفيس (مواليد 1959) فنان كندي.[2]

### سبتمبر
- 30 سبتمبر – مونتي هول (مواليد 1921)[3]

### نوفمبر
- 9 نوفمبر – شايلا ستايلز (مواليد 1982)

### ديسمبر
- 5 ديسمبر – أوجوست أميس (مواليد 1994) ممثلة إباحية كندية.